# Thomas de Keyser

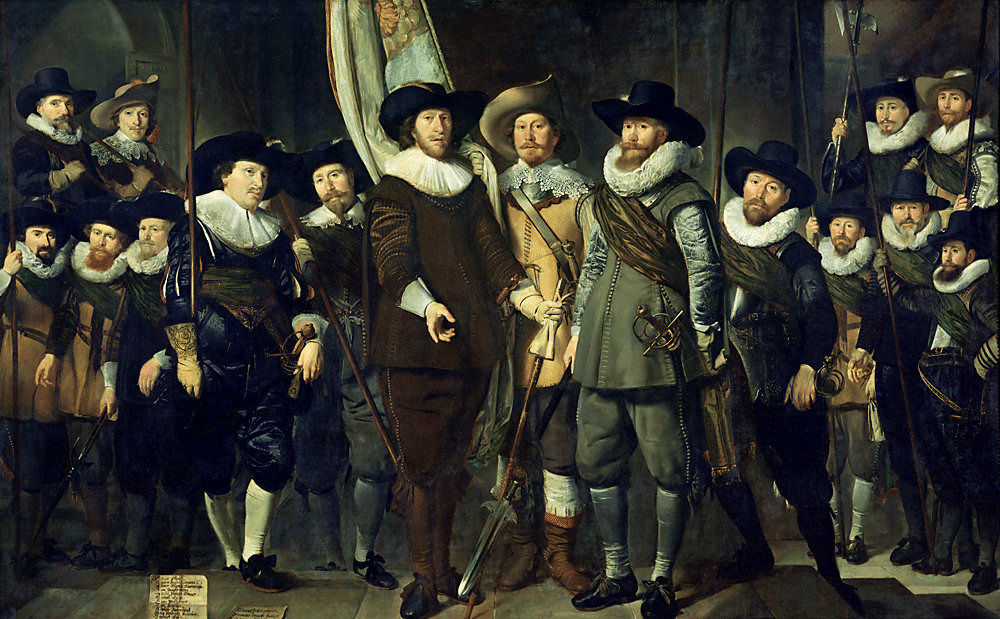
La guardia civica del terzo distretto di Amsterdam sotto il comando del capitano Allaert Cloeck e del tenente Lucas Jacobsz Rotgans, 1632, Rijksmuseum, Amsterdam

Thomas de Keyser (Amsterdam, 1596 – Amsterdam, 1667) è stato un pittore e architetto olandese.

## Biografia
Figlio d'arte dell'architetto e scultore Hendrick Cornelisz de Keyser (1565-1621), il suo percorso formativo culturale non è sicuro, anche se Aert Pietersz, Cornelis van der Voort, Werner van Valckert e Nicolas Elias seguirono in diverse occasioni il giovane artista.
De Keyser si avvicinò al gusto manieristico effettuando una sintesi fra l'arte fiorentina e quella di Fontainebleau.
La popolarità maggiore di De Keyser fu dovuta all'attività di ritrattista, che lo rese il più importante esponente del settore fino alla comparsa di Rembrandt. Quest'ultimo, comunque, subì l'influenza di De Keyser e difatti l'attribuzione di alcuni lavori dei due artisti è stata spesso discussa e dibattuta dai critici d'arte.
Come ritrattista, De Keyser fu influenzato dapprima dai pittori tradizionali Cornelis Ketel e A. Pieterzoon, successivamente da Frans Hals, moderando l'energica pennellata e rendendola più fluente, approfondendo l'interpretazione psicologica e la caratterizzazione morale dei personaggi, come evidenziato nei Sindaci degli orafi (1627) e nei Corpi di guardia (1632).
Si specializzò nel ritratto di piccolo formato, di gruppo o singolo e nella presentazione di ambienti borghesi, divenuti, con il passare degli anni, sempre più ritratti di classe e di costume più che di personaggi, includenti elementi rembrandtiani.
Inoltre non da sottovalutare fu la sua produzione di temi mitologici e storici, con qualche ispirazione rubensiana, basti pensare al Teseo e Arianna, ora conservato al Royal Palace di Amsterdam.
Il suo stile pittorico influenzò numerosi ritrattisti, tra i quali Nicolaes Eliaszoon Pickenoy, Ludolf de Jongh e Jacob van Loo.
Ma durante la sua carriera affrontò diverse attività, come quella di disegnatore per vetrate e oreficerie, costruttore di palazzi, come ad esempio il municipio di Delft e di Amsterdam (1620),
scultore e pittore fino al 1654, ultimo anno della sua prima fase pittorica. Dal 1654 al 1662 svolse il mestiere di appaltatore di costruzioni, quindi riprese per un secondo periodo l'attività pittorica, prima di dedicarsi definitivamente all'architettura.
Il museo Rijksmuseum in Amsterdam raccoglie la più vasta collezione di opere di Keyser. Inoltre i suoi lavori sono conservati presso il Louvre, il Metropolitan Museum of Art di New York, l'Ermitage in San Pietroburgo e la National Gallery in Londra.

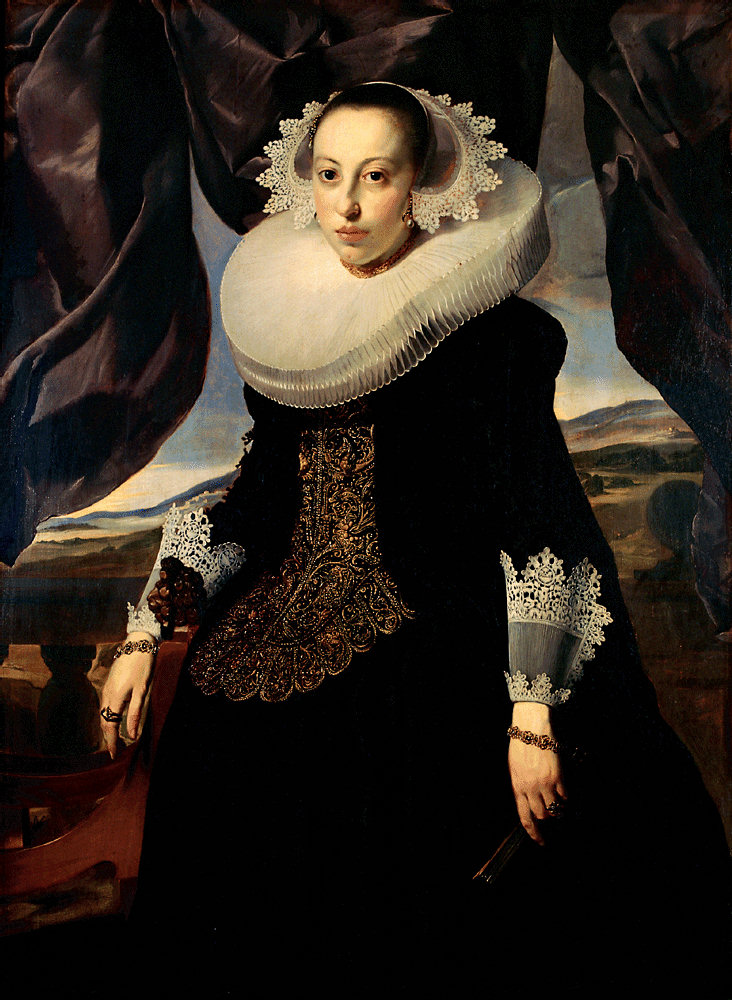
Ritratto di donna, Musée Massey, Tarbes
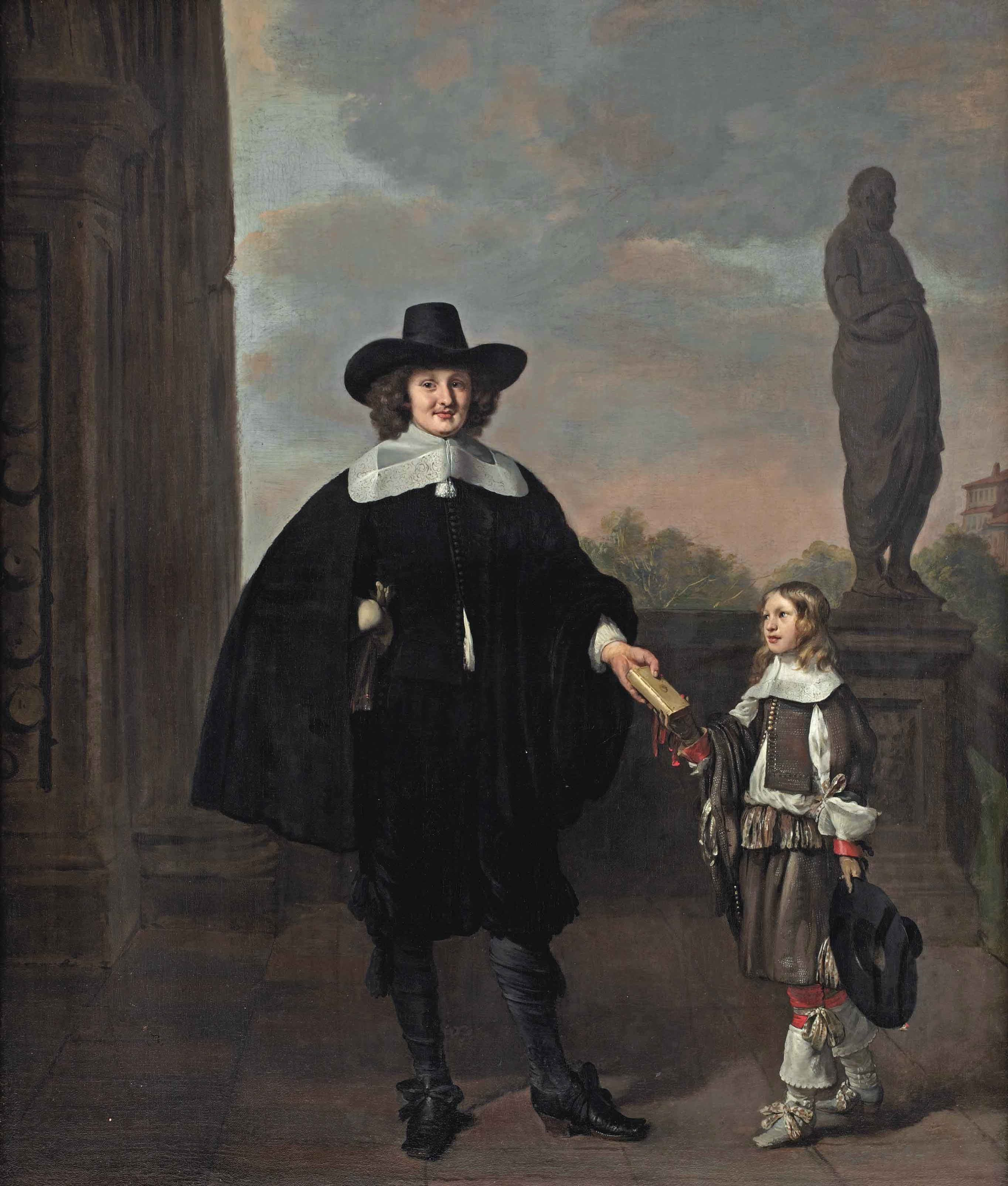
Frederick van Velthuysen e suo figlio Diederik van Velthuysen, 1660, collezione privata
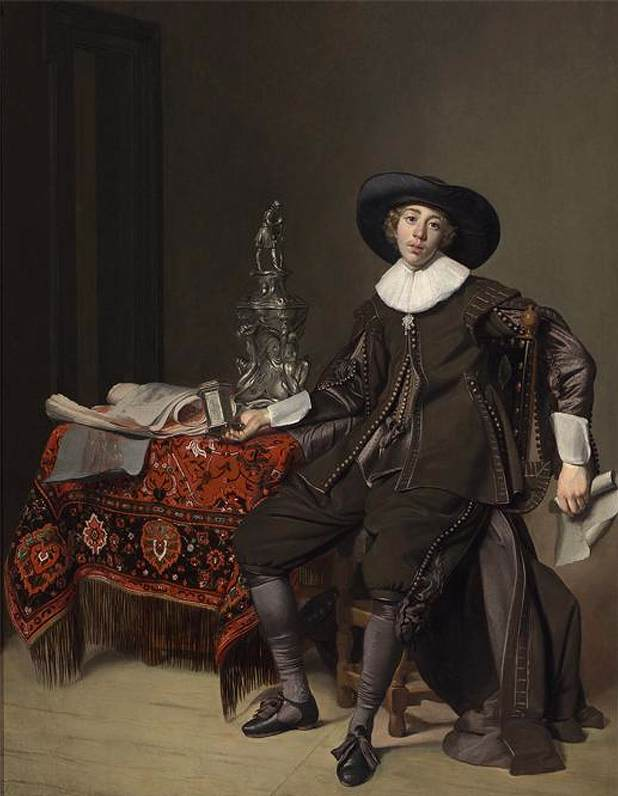
Ritratto di un argentiere, 1630, collezione privata
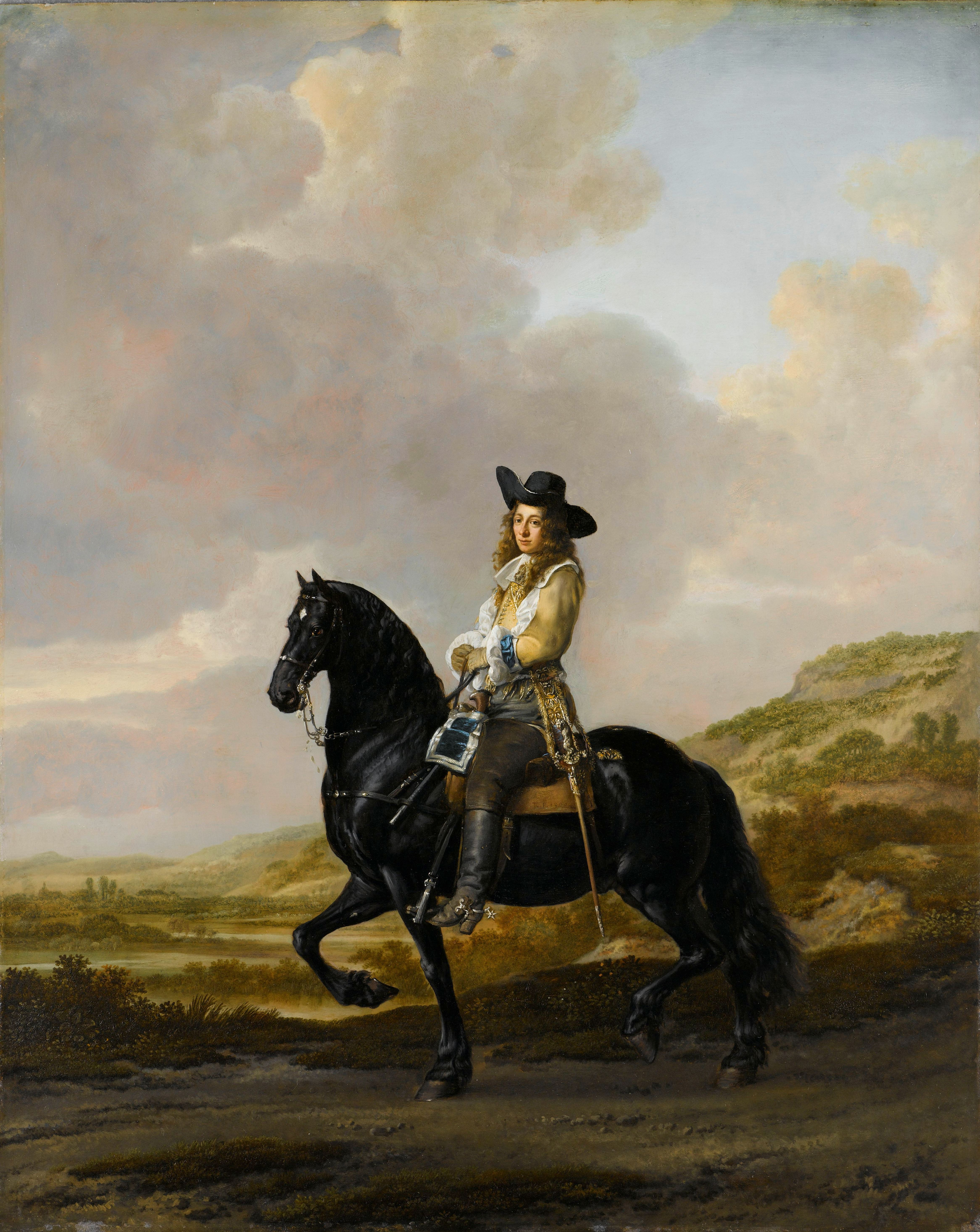
Ritratto di van Pieter Schout, 1660, Rijksmuseum, Amsterdam